# Oratorio della Madonna delle Grazie (Pianezze di Arcugnano)
L'oratorio della Madonna delle Grazie, più comunemente noto come chiesetta dei Gobbati, è una piccola chiesa presente a Pianezze, frazione di Arcugnano in provincia di Vicenza.

## La famiglia Gobbato
Nota come De Gobbatis, Gobbati o, più recentemente, Gobbato è una delle famiglie più antiche di Pianezze che in passato possedeva una discreta ricchezza. La loro importanza fu tale che durante la visita pastorale del 1688 ospitarono per la notte il vescovo. Nel 1867 a Pianezze c'erano almeno due famiglie con questo cognome.

## Storia
La data di costruzione della chiesetta non è certa, ma è stata sicuramente costruita tra il 1664 e il 1688: il 21 marzo 1664, infatti, il parroco inviò una lettera alla curia dove dichiarava di avere alle dipendenze della sua parrocchia solo la chiesetta di San Fise, mentre durante la visita pastorale del 1688 egli dichiara di avere anche la chiesetta dei Gobbati fra quelle officiate. In tale visita inoltre il vescovo ha pure modo di visitare l'oratorio e di conoscere il cappellano incaricato di celebrarne le messe, Don Francesco, membro della famiglia Gobbato.
Nel 1747, infatti, risulta appartenere a Giovanni Battista Gobbato e possiede un altare di pietra intitolato alla Madonna Immacolata. Dalle relazioni delle visite pastorali del 1793 e del 1867 si rileva che la chiesetta è ancora di proprietà della famiglia Gobbato.
Agli inizi del Novecento la chiesetta esce di proprietà dei Gobbato: dopo essere divenuta di Cera Meneghetto, marito di Orsola Gobbato, viene venduta al signor Fabbris, intenzionato a trasformarla in abitazione. Questa decisione scatenò l'ira dei paesani che decisero di racimolare una somma di denaro per acquistarla. Vennero quindi raccolti 900 franchi con i quali viene comprata la chiesetta e restaurata per donarla alla parrocchia.

## Descrizione
La chiesetta fino al 1707 presentava un altare dedicato alla Madonna delle Grazie, ma vista la decadenza a cui era andato incontro venne tolto in favore del nuovo altare dedicato alla Madonna Immacolata.
Il pavimento e il soffitto vennero rinnovati nel 1941: il primo si presenta con mattonelle di granito su un sottofondo di calcestruzzo e il secondo con legno di pioppo e una centinatura sagomata.
L'altare presenta una pala di Dino Menato che raffigura la Madonna attorniata dai fedeli con, sullo sfondo, i Colli Berici e il Lago di Fimon. Tale opera venne commissionata e inserita nella ristrutturazione del 1941.